# Eleonora Sophie af Slesvig-Holsten-Sønderborg
Eleonora Sophie af Slesvig-Holsten-Sønderborg (14. februar 1603 – 5. januar 1675) var en dansk-tysk prinsesse, der var fyrstinde af Anhalt-Bernburg fra 1630 til 1656. Hun var datter af hertug Hans den Yngre af Slesvig-Holsten-Sønderborg og blev gift med fyrst Christian 2. af Anhalt-Bernburg.

## Biografi
Eleonora Sophie blev født den 14. februar 1603 i Sønderborg som det yngste og treogtyvende barn og tolvte datter af hertug Hans den Yngre af Slesvig-Holsten-Sønderborg i hans andet ægteskab med Agnes Hedvig af Anhalt.
Hun blev gift den 28. februar 1625 i Ahrensbök med sin fætter fyrst Christian 2. af Anhalt-Bernburg, søn af hendes mors søster, fyrst Christian 1. af Anhalt-Bernburg. De fik femten børn.
Fyrst Christian døde den 22. september 1656 i Bernburg. Fyrstinde Eleonora Sophie overlevede sin mand med 18 år og døde den 5. januar 1675 i Ballenstedt i Anhalt.